# Vlag van Weerselo

Vlag van Weerselo
(1981-2001)

De vlag van Weerselo werd op 10 maart 1981 bij raadsbesluit vastgesteld als de gemeentelijke vlag van de Overijsselse gemeente Weerselo. Op 1 januari 2001 fuseerde Weerselo met Ootmarsum en Denekamp tot een nieuwe gemeente Denekamp. De naam van deze gemeente werd op 1 juni 2002 gewijzigd in Dinkelland.

## Beschrijving
De vlag kan als volgt worden beschreven: 
De vlag heeft een hoogte-lengteverhouding van 2:3 en bestaat uit twee banen van gelijke hoogte van blauw en rood waarvan de lengten zich verhouden als 1:2, met over het geheel een geel kruis ter breedte van 1/5 van de vlaghoogte en waarvan de aan de broeking grenzende arm even lang is als elk der verticale armen.
De kleuren zijn ontleend aan het gemeentewapen, evenals het kruis.

## Verwant symbool

Wapen van Weerselo

Ambt Delden 
· Avereest 
· Bathmen 
· Blokzijl 
· Brederwiede 
· Den Ham 
· Denekamp 
· Diepenheim 
· Diepenveen 
· Genemuiden 
· Goor 
· Gramsbergen 
· Hasselt 
· Heino 
· Holten 
· IJsselham 
· IJsselmuiden 
· Markelo 
· Nieuwleusen 
· Noordoostpolder 
· Olst 
· Ootmarsum 
· Rijssen 
· Stad Delden 
· Steenwijk 
· Steenwijkerwold 
· Urk 
· Vollenhove 
· Vriezenveen 
· Wanneperveen 
· Weerselo
· Wijhe 
· Zwartsluis 
· Zwollerkerspel